# مایا اوسوا
مایا اوسوا (روسی: Майя Валентиновна Усова؛ زادهٔ ۲۲ مهٔ ۱۹۶۴) رقصنده روی یخ اهل روسیه است.